# Acmaeodera princeps
Acmaeodera princeps är en skalbaggsart som beskrevs av Charles Kerremans 1908. Acmaeodera princeps ingår i släktet Acmaeodera och familjen praktbaggar. Inga underarter finns listade i Catalogue of Life.